# Lady Soul
Albums de Aretha Franklin
Aretha Arrives
(1967) Aretha Now
(1968)
Lady Soul est le douzième album studio d'Aretha Franklin, sorti le 22 janvier 1968. C'est le deuxième album à atteindre la deuxième place des charts aux États-Unis, après Aretha Arrives. Il contient Chain of Fools, un de ses singles les plus vendus (classé 2e meilleure vente pop aux États-Unis), (You Make Me Feel Like) A Natural Woman (classé 8e), et (Sweet, Sweet, Baby) Since You've Been Gone (5e).
En 2003, la chaîne américaine VH1 classe Lady Soul 41e meilleur album de tous les temps. Le magazine Rolling Stone le place en 85e position de son classement des 500 plus grands albums de tous les temps. Il est également cité dans l'ouvrage de référence de Robert Dimery Les 1001 albums qu'il faut avoir écoutés dans sa vie et dans plusieurs autres listes du même type.
Eric Clapton est l'un des quatre guitaristes invités pour cet album, avec entre autres Bobby Womack. 

## Liste des titres
| 1.    | Chain of Fools                                 | Don Covay                               | 2:45 |
| 2.    | Money Won't Change You (en)                    | James Brown, Nat Jones                  | 2:02 |
| 3.    | People Get Ready                               | Curtis Mayfield                         | 3:35 |
| 4.    | Niki Hoeky                                     | Pat Vegas, Jim Ford, Lolly Vegas        | 2:33 |
| 5.    | (You Make Me Feel Like) A Natural Woman        | Gerry Goffin, Carole King, Jerry Wexler | 2:37 |
| 6.    | (Sweet Sweet Baby) Since You've Been Gone (en) | Aretha Franklin, Teddy White            | 2:18 |
| 7.    | Good to Me as I Am to You                      | Aretha Franklin                         | 3:25 |
| 8.    | Come Back Baby (en)                            | Ray Charles                             | 2:29 |
| 9.    | Groovin'                                       | Felix Cavaliere, Eddie Brigati          | 2:45 |
| 10.   | Ain't No Way (en)                              | Carolyn Franklin                        | 4:12 |
| 28:41 |                                                |                                         |      |

## Musiciens
- Aretha Franklin : piano, chant
- Eric Clapton : guitare
- Bobby Womack : guitare
- Jimmy Johnson :  guitare
- Joe South : guitare
- Tommy Cogbill : basse
- Spooner Oldham : piano, piano électrique, orgue
- Frank Wess : flûte, saxophone ténor
- Seldon Powell : flûte, saxophone ténor
- King Curtis : saxophone ténor
- Haywood Henry : saxophone baryton
- Joe Newman : trompette
- Bernie Glow : trompette
- Melvin Lastie : trompette
- Tony Studd : trombone
- Ellie Greenwich : chœurs sur Chain of Fools
- Carolyn Franklin : chant, chœurs
- Erma Franklin : chœurs
- The Sweet Inspirations : chœurs
- Cissy Houston : chœurs
- Roger Hawkins : batterie
- Gene Chrisman : batterie
- Warren Smith : vibraphone
- Jerry Wexler : producteur
- Tom Dowd : ingénieur du son